# ホセ・メンデス
ホセ・デ・ラ・カリダド・メンデス・バエス（José de la Caridad Méndez Baez , 1887年3月19日 - 1928年10月31日）は、キューバのマタンサス州カルデナス出身のプロ野球選手（投手）。右投げ右打ち。愛称は黒いダイヤの意味である"El Diamante Negro"（エル・ディアマンテ・ネグロ）。

## 経歴
1907-1908シーズンにキューバ国内リーグ"リーガ・クバーナ・デ・ベイスボル"のアラクラネス・デル・アルメンダレスでプロ野球選手としてのキャリアを始めた。初年度から無敗の9連勝を記録してキューバリーグを代表する主戦級投手として活躍し、チームもリーグ優勝を果たした。
1908年の夏にアメリカ合衆国へ渡り、ニグロリーグのブルックリン・ロイヤル・ジャイアンツに所属して3連勝する。同年秋にメジャーリーグベースボールのシンシナティ・レッズがキューバを訪れたが、メンデスはレッズを相手に3試合に登板して計25回を無失点に抑える投球を見せた。その後もキューバを訪れたメジャーリーグのチームとの親善試合にたびたび登板し、通算では5割近い勝率を残した。
1913年に当時J.L.ウィルキンソンが所有していたオール・ネイションズへ移籍した。
ジョー・ウィリアムズ、ルーブ・フォスターとともに当時のニグロリーグを代表する投手だったが、1914年シーズン後半には右腕の負傷から遊撃手に転向した。
遊撃手としても活躍し、1920年にニグロナショナルリーグのカンザスシティ・モナークスへ移籍するまでの間、いくつかのニグロリーグのチームに所属してプレーしていた。
1923年はモナークスの選手兼任監督として、初年でチームをリーグ優勝に導いた。徐々に投手として復活し、この年には12勝4敗の成績を残した。
1924年にはイースタン・カラードリーグの優勝チーム、ヒルデール・デイジーズとのニグロリーグ・ワールドシリーズに4試合登板し、完封を含む2勝を挙げる活躍。チームもニグロリーグ・ワールドチャンピオンに輝いた。この頃はアメリカのリーグがオフになる冬季はキューバに戻り、キューバリーグでも投手として出場していた。
1925年は投手としては結果を残せずに苦しんだが、監督としてモナークスをニグロ・ナショナルリーグ3連覇に導いた。
1926年にニグロリーグを離れ、キューバに戻った。
1927年1月21日にキューバで生涯最後の勝利を挙げた。キューバリーグ歴代最高の通算勝率.731（76勝28敗）の記録を保持している。
引退してから2年足らずの1928年10月31日にハバナで気管支肺炎のため、死去。41歳没。
1939年にキューバ野球殿堂入りを果たした。
2006年にニグロリーグ特別委員会による選考でアメリカ野球殿堂入りを果たした。

## プレースタイル
5フィート8インチ（約173cm）と決して大柄な投手ではなかったが、長い腕と非常に長い指の持ち主だった。ジョー・ウィリアムズよりも速いと言われたほどの伝説的な速球に加え、落差の大きいカーブを武器にしていた。緩急ある投球で打者のタイミングを外した。

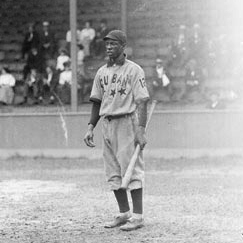
キューバン・スターズ時代（1909年）

## 詳細情報

### 各国リーグ通算投手成績
- リーガ・クバーナ・デ・ベイスボルでの成績：76勝28敗　162試合　72完投
- メジャーリーグベースボールとの交流試合成績：9勝11敗　防御率3.26　24試合　20先発　204.0回　51与四球　9与死球　123奪三振